# The Hills Have Eyes
The Hills Have Eyes (bra: Quadrilha de Sádicos; prt: Os Olhos da Montanha) é um filme de terror norte-americano de 1977 dirigido por Wes Craven.

## Elenco
- John Steadman  ...  Fred
- Janus Blythe  ...  Ruby
- Peter Locke  ...  Mercúrio (como Arthur King)
- Russ Grieve  ...  Big Bob Carter
- Virginia Vincent  ...  Ethel Carter
- Suze Lanier-Bramlett  ...  Brenda Carter (como Susan Lanier)
- Dee Wallace  ...  Lynne Wood
- Brenda Marinoff  ...  Katy
- Robert Houston  ...  Bobby Carter
- Martin Speer  ...  Doug Wood
- James Whitworth  ...  Júpiter
- Michael Berryman  ...  Plutão
- Lance Gordon  ...  Marte
- Cordy Clark  ...  Mama
- Flora  ...  Beauty